# 하시디안
하시디안(Hasideans, Hassideans, Hasidæans 또는 Assideans; 히브리어: חסידים הראשונים, 하시딤 ha-Rishonim, "고대 경건주의", 그리스 Ἀσιδαῖοι)은  마카비 전쟁시대에 정치적 삶에 중요한 역할을 했던 유대 종교 단체이다. 하시디안은 마카비서에 3번만 언급되었다. 그들은 여러학자들의 연구대상이다. 하시디안이 바리새인들 이나 에센파의 조상인지에 대해서 여러 의견이 있다.

## 하시디즘
이 말은 헤브라이어의 하시드, 즉 '경건한' 자에서 유래한 것으로서 광의로는 유대 종교사에 나타난, 율법(律法)의 내면성을 존중하는 경건주의 운동을 가리킨다. 이 운동은 정통파로부터는 이단시되고, 또 지식계층으로부터는 미신적이라고 경시되어 왔으나, M.부버가 다시 깊은 종교적 의미를 발견함으로써 재평가되고 있다. 그러나 그의 하시디즘에 대한 이해는 지나치게 주관적이라는 비판도 있다. 특히 주목해야 할 것은 하시디즘과 선(禪)과의 사이에 유사점이 있다는 것인데, 본질적으로는 전혀 다른 것이다.

## Jewish Encyclopedia bibliography
- Isaak Markus Jost, Geschichte des Judenthums und Seiner Sekten, i. 199;
- Levi Herzfeld,  Geschichte des Volkes Israel, ii. 357, 384, 395;
- Jacob Hamburger([[:de:{{{3}}}|독일어판]]), R. B. T. ii. 132;
- Ersch-Gruber, Encyc. section iii., part 32, p. 18;
- Heinrich Grätz, Gesch. ii. 240-374; iii. 2, 7, 83, 99;
- Emil Schürer, Geschichte des jüdischen Volkes im Zeitalter Jesu Christi (1890) 190, 203, 217; ii. 404;
- Julius Wellhausen, Israelitische und Jüdische Geschichte pp. 240, 277;
- Moritz Friedländer([[:de:{{{3}}}|독일어판]]), Geschichte Der Jüdischen Apologetik Als Vorgeschichte Des Christenthums, pp. 437 et seq.